# Xã Pleasant Valley, Quận Finney, Kansas
Xã Pleasant Valley (tiếng Anh: Pleasant Valley Township) là một xã thuộc quận Finney, tiểu bang Kansas, Hoa Kỳ. Năm 2010, dân số của xã này là 166 người.